# Třída Harpers Ferry
Třída Harpers Ferry je třída výsadkových dokových lodí Námořnictva Spojených států amerických. V letech 1995–1998 do služby vstoupily čtyři jednotky této třídy – Harpers Ferry, Carter Hall, Oak Hill a Pearl Harbor. Tato třída je modifikovanou verzí předchozí třídy Whidbey Island, se zvýšenou kapacitou nákladu, ale zmenšeným dokem, do kterého se vejdou pouze dvě výsadková vznášedla LCAC oproti čtyřem u třídy Whidbey Island. Vznášedla LCAC mohou k pobřeží přepravit 60 tun nákladu rychlostí až 40 uzlů.

## Stavba
Všechny čtyři lodi této třídy postavila loděnice Avondale v New Orleans ve státě Louisiana.
Jednotky třídy Harpers Ferry:
| Jméno                      | Spuštěna        | Vstup do služby | Status  |
| -------------------------- | --------------- | --------------- | ------- |
| USS Harpers Ferry (LSD-49) | 10. ledna 1993  | 7. ledna 1995   | aktivní |
| USS Carter Hall (LSD-50)   | 2. října 1993   | 30. září 1995   | aktivní |
| USS Oak Hill (LSD-51)      | 11. června 1994 | 8. června 1996  | aktivní |
| USS Pearl Harbor (LSD-52)  | 24. února 1996  | 30. května 1999 | aktivní |

## Konstrukce

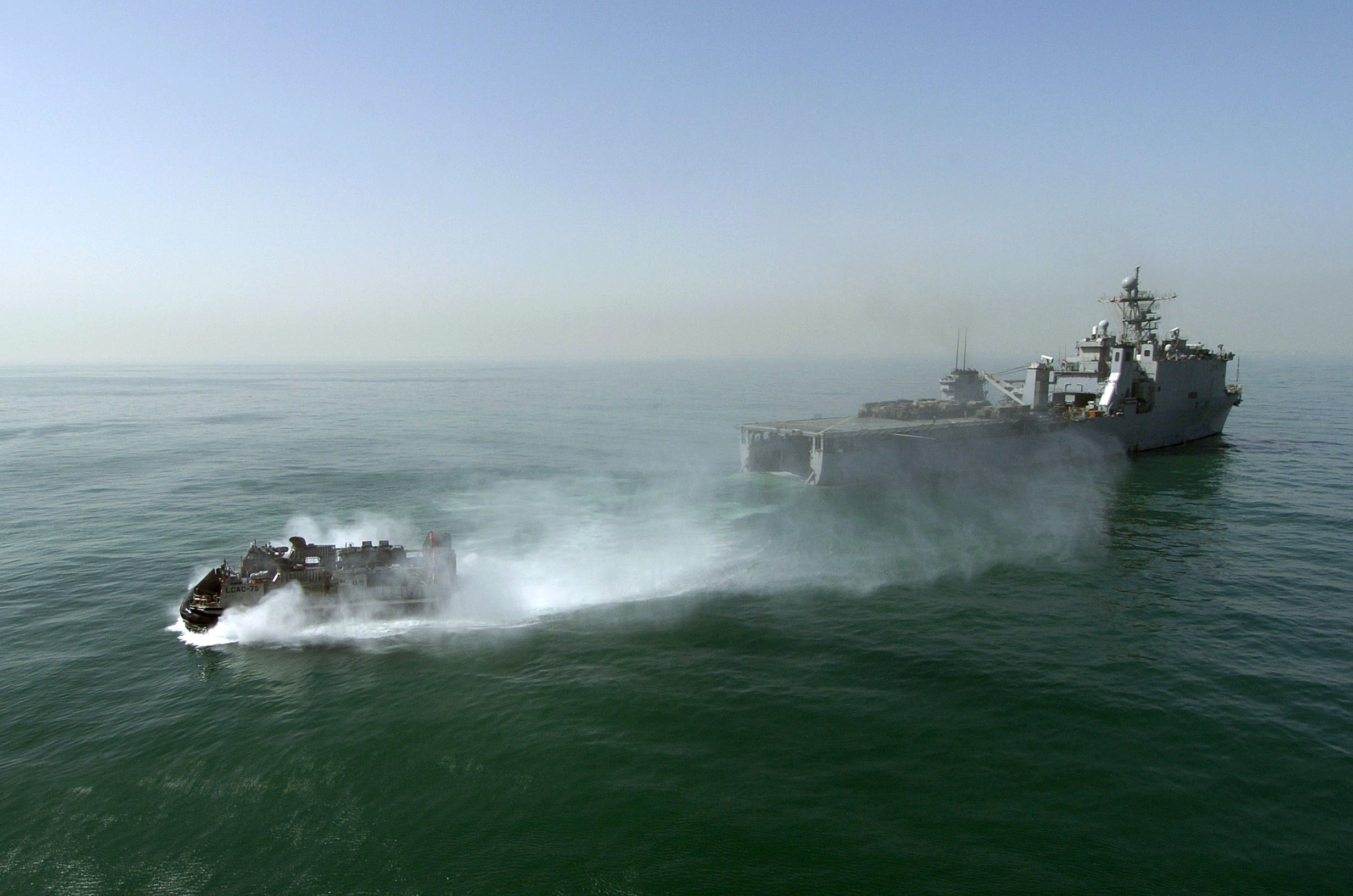
Vznášedlo LCAC opouští dok Harpers Ferry (LSD-49)

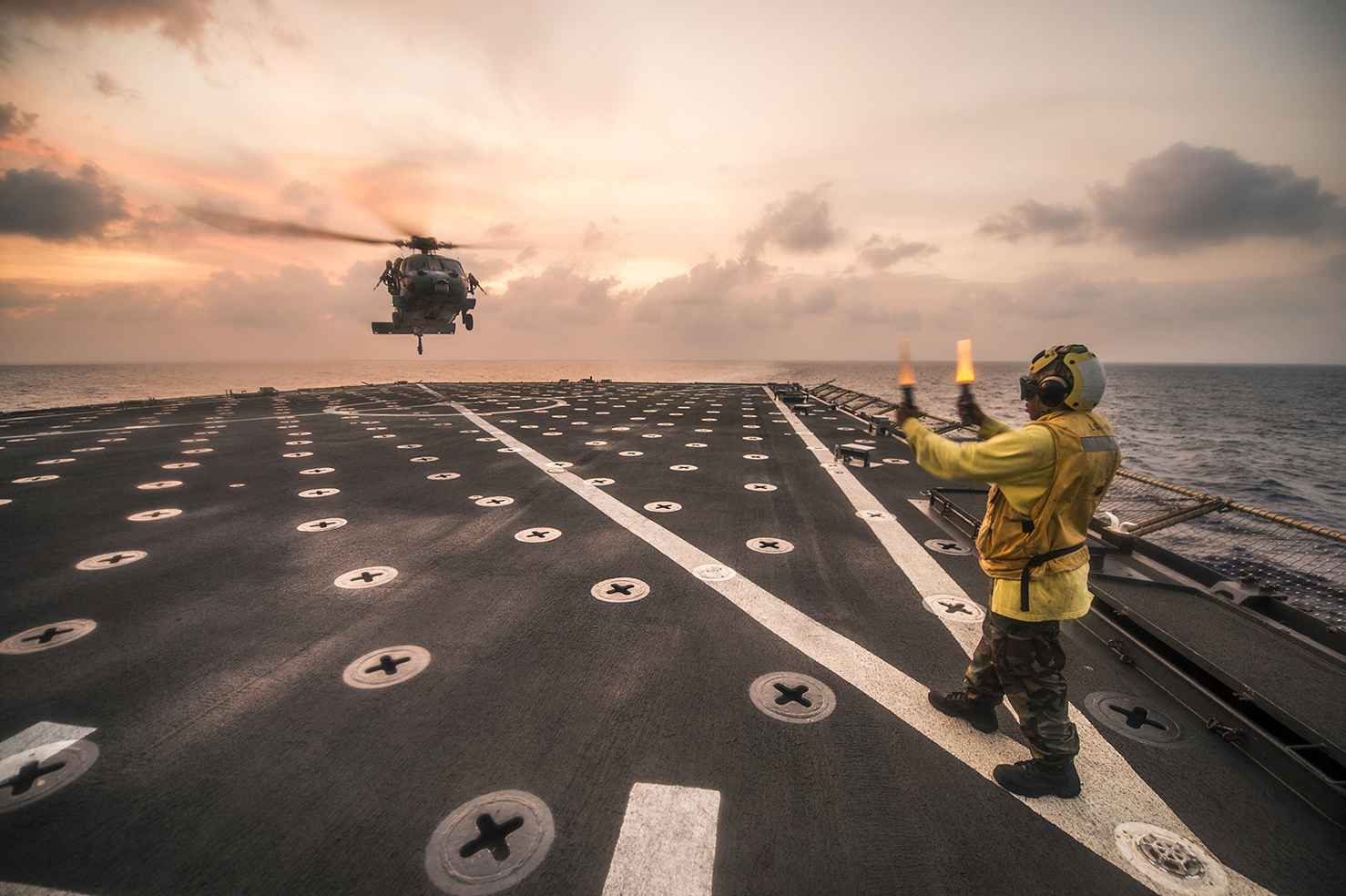
Vrtulník MH-60S přistává na USS Harpers Ferry

Posádka lodí čítá 419 mužů (z toho 22 důstojníků). Na palubě nesou rovněž jednotku až 504 vojáků americké námořní pěchoty. Palubní dok byl oproti předchozí třídě výrazně zmenšen. Pojme dvě výsadková vznášedla LCAC či jeden výsadkový člun LCU, čtyři výsadkové čluny LCM-8, devět výsadkových člunů LCM-6 či 15 obojživelných obrněných transportérů Amphibious Assault Vehicle (AAV). Vozidla mohou být z lodi vykládána rovněž pomocí palubního jeřábu o nosnosti 30 tun.
Letová paluba je určena především pro operace dvojice těžkých transportních vrtulníků CH-53. V případě potřeby ale může hostit i bitevní letouny V/STOL Harrier II. Nenesou však hangár pro jejich uskladnění. Obrannou výzbroj tvoří dva 20mm hlavňové systémy blízké obrany Phalanx, dva raketové systémy blízké obrany RIM-116 RAM, dva 25mm automatické kanóny Mk 38 Mod 0 a šest 12,7mm kulometů M2HB. Nesou též vrhače klamných cílů SRBOC. Pohonný systém tvoří čtyři diesely. Lodní šrouby jsou dva. Nejvyšší rychlost je více než 20 uzlů.